# サレンダー橋本
サレンダー橋本（サレンダー はしもと、1988年 - ）は、日本の漫画家。神奈川県横浜市出身。男性。

## 来歴・人物
2013年、WEBサイト『オモコロ』で漫画を描き始める。
2017年、『ヤングチャンピオン』にて『明日クビになりそう』、エブリスタが開設したコミックエッセイサイト『コココミ』にて『働かざる者たち』を連載開始。
2018年より『週刊SPA!』にて『全員くたばれ！大学生』を連載開始。
2018年現在、朝日新聞が運営するWEBサイト『DANRO』の取材において会社員との兼業漫画家であることを明かしている。
2020年、『働かざる者たち』がテレビ東京系「ドラマパラビ」枠にて濱田岳主演でドラマ化。

## 作品
- 『恥をかくのが死ぬほど怖いんだ』（小学館クリエイティブ、2015年10月）ISBN 978-4-7780-3517-4
- 『働かざる者たち』（小学館クリエイティブ、2018年8月）ISBN 978-4-7780-3405-4
- 『明日クビになりそう』（秋田書店）
  1. 2018年8月27日発売、ISBN 978-4-253-14026-3
  2. 2020年5月20日発売、ISBN 978-4-253-14027-0
  3. 2021年7月19日発売、ISBN 978-4-253-14028-7
  4. 2022年5月21日発売、ISBN 978-4-253-14029-4
  5. 2023年4月20日発売、ISBN 978-4-253-14026-3
  6. 2024年4月18日発売、ISBN 978-4-253-30048-3
  7. 2025年4月18日発売、ISBN 978-4-253-30049-0
- 『全員くたばれ！大学生』（扶桑社）
  1. 2019年7月17日発売、ISBN 978-4-594-08242-0
  2. 2020年4月24日発売、ISBN 978-4-594-08477-6
  3. 2020年12月11日発売、ISBN 978-4-594-08650-3
- 『負け犬たちのミッドナイト・バス』（NHK-FM青春アドベンチャー・原案）

## 連載
- 『明日クビになりそう』（『ヤングチャンピオン』秋田書店）
- 『明日クビになりそうEX』（『別冊ヤングチャンピオン』秋田書店）
- 『全員くたばれ！大学生』（『週刊SPA!』扶桑社）
- 『三四才はじめてのひとり暮らし』（『MONOQLO』晋遊舎）※イラスト担当
- 『弱者男性パンデミック』（『週刊SPA!』扶桑社）※イラスト担当